# Плат (Жупа дубровачка)
Плат је насељено место у саставу општине Жупа дубровачка, Дубровачко-неретванска жупанија, Република Хрватска.

## Историја
До територијалне реорганизације у Хрватској налазио се у саставу старе општине Дубровник. Као самостално насељено место, Плат постоји од пописа 2001. године. Настало је издвајањем дела насеља Дубровник.

## Становништво
На попису становништва 2011. године, Плат је имао 302 становника. За национални састав 1991. године, погледати под Дубровник.
| Број становника по пописима | Број становника по пописима | Број становника по пописима | Број становника по пописима | Број становника по пописима | Број становника по пописима | Број становника по пописима | Број становника по пописима | Број становника по пописима | Број становника по пописима | Број становника по пописима | Број становника по пописима | Број становника по пописима | Број становника по пописима | Број становника по пописима | Број становника по пописима |
| --------------------------- | --------------------------- | --------------------------- | --------------------------- | --------------------------- | --------------------------- | --------------------------- | --------------------------- | --------------------------- | --------------------------- | --------------------------- | --------------------------- | --------------------------- | --------------------------- | --------------------------- | --------------------------- |
| 1857                        | 1869                        | 1880                        | 1890                        | 1900                        | 1910                        | 1921                        | 1931                        | 1948                        | 1953                        | 1961                        | 1971                        | 1981                        | 1991                        | 2001                        | 2011                        |
| 231                         | 205                         | 201                         | 200                         | 203                         | 199                         | 205                         | 188                         | 171                         | 187                         | 815                         | 215                         | 259                         | 219                         | 268                         | 302                         |

Напомена: У 2001. настало издвајањем из насеља Дубровник (град Дубровник).